# Tatjana Gromača

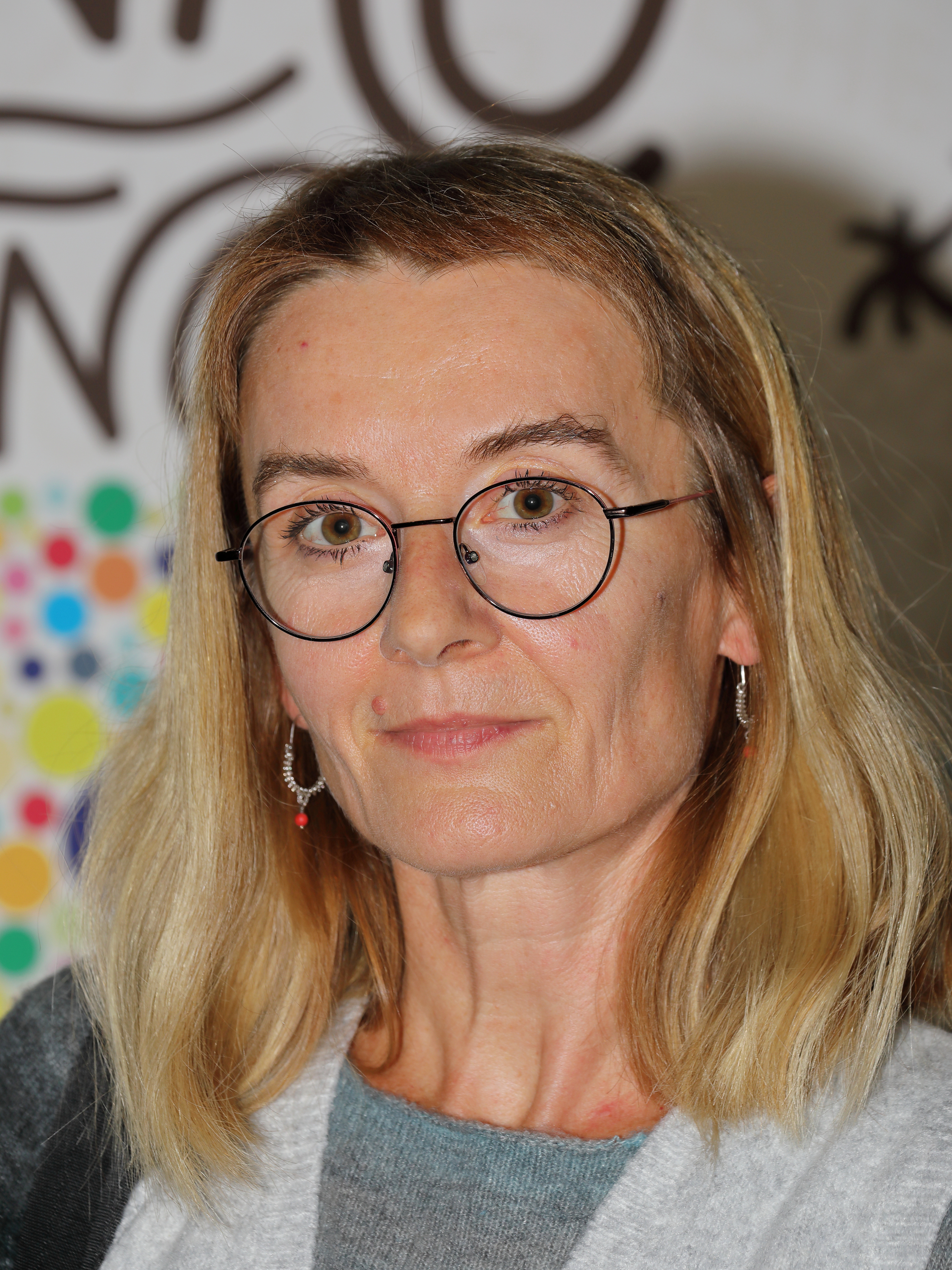
Tatjana Gromača (2023)

Tatjana Gromača (* 1971 in Sisak, Jugoslawien) ist eine kroatische Schriftstellerin.

## Leben
Tatjana Gromača studierte Vergleichende Literaturwissenschaft und Philosophie in Zagreb und arbeitet seit dem Jahr 2000 als Journalistin. Sie schrieb Artikel für die politisch-satirische Wochenzeitung Feral Tribune, deren Erscheinen 2008 eingestellt wurde. Seither schreibt sie als Kulturkolumnistin für die Tageszeitung Novi list. Sie hat zwei Prosabände, einen Gedichtband und eine Sammlung von Reportagen veröffentlicht. Ihr Schreiben ist wie ihr Leben von den Jugoslawienkriegen geprägt. Sie wohnt in Pula.
Tatjana Gromača ist Unterzeichnerin der 2017 veröffentlichten Deklaration zur gemeinsamen Sprache der Kroaten, Serben, Bosniaken und Montenegriner.

## Werke
- Nešto nije u redu?. Zagreb : Meandar, 2000
  - Stimmt was nicht?. Aus dem Kroat. von Klaus Detlef Olof. [Hrsg. von Ludwig Hartinger], Ottensheim an der Donau : Ed. Thanhäuser 2003
- Crnac. Zagreb : Durieux, 2004
- Bijele vrane : priče iz Istre. Zagreb : Profil International, 2005.
- Božanska dječica : roman za odrasle koji bi željeli ostati mladi. Fraktura, Zagreb 2012, ISBN 978-95-3266-409-6.
  - Übersetzung: Die göttlichen Kindchen. Aus dem Kroatischen von Will Frith. Stroux Edition, München 2022, ISBN 978-3-948065-24-9.
- Eines Tages. Kurzroman. Aus dem Kroatischen von Fabjan Hafner. Edition Korrespondenzen, Wien 2013, ISBN 978-3-902113-96-2.
- Doba rasula, bei: Miljenko Jergović (hr)